# Bucheon-Stadion
Das Bucheon-Stadion (kor. 부천종합운동장) ist ein Fußballstadion in der südkoreanischen Stadt Bucheon, Provinz Gyeonggi-do. Es besteht aus den Hauptstadion (Bucheon-Stadion), einer Inline Skater Bahn, einer Tennisanlage und Fitnessklubs. Bucheon SK nutzte das Stadion von 2001 bis 2005. Seit 2008 trägt das Franchise Bucheon FC 1995 seine Heimspiele im Bucheon-Stadion aus. Der Verein spielt aktuell (2023) in der K League 2, der zweithöchsten Spielklasse Südkoreas.

## Galerie

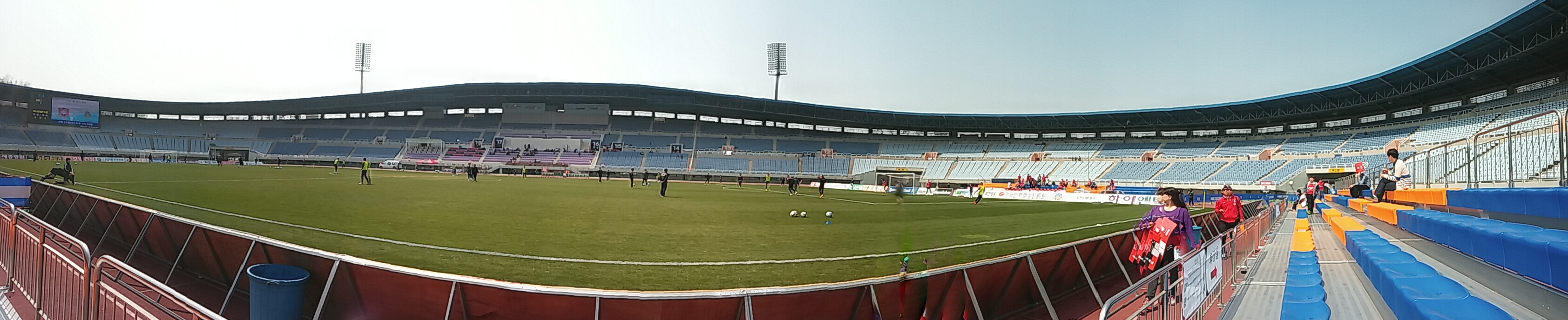
Panoramabild von dem Bucheon-Stadion